# Monas butik
Monas Butik er Rasmus Nøhrs sjette studiealbum, og det udkom i 2018. Det modtog tre ud af seks stjerner i musikmagasinet GAFFA. Det nåede en enkelt uge som nummer 16 på den danske albumhitliste.

## Spor
1. "Vinden I Håret"
2. "Tænker For Meget"
3. "Hatten På Skrå"
4. "Monas Butik"
5. "Et Kys Af Gangen"
6. "Alle Elsker Kærlighed"
7. "Din Fars Gamle Hus"
8. "Sig Ja"
9. "Julies Sang"
10. "Rom I Skive" (bonustrack)